# Ardbeg
Ardbeg er navnet på en single malt whisky og det whiskydestilleri på den skotske ø Islay, hvor whiskyen fremstilles. Ardbeg whiskyer er kendt for deres kraftige røg- og tørvesmag, der kendes fra andre Islay-whiskyer, fx Laphroaig . Flere af destilleriets aftapninger vurderes særdeles højt blandt whiskykendere.

## Historie
Destilleriet blev grundlagt i 1815, men produktionen stoppede i 1981, hvorefter destilleribygningerne forfaldt. Imidlertid blev det med den stigende interesse for whisky genåbnet, da det blev opkøbt af Glenmorangie i 1997, og siden har det været et af de hastigst voksende mærker i verden. Destilleriets produktion er ikke blandt de største. Det har kun en enkelt destillationskæde (bestående af en wash still og en spirit still, som kører 24/7/365). Hele produktionen sælges derfor som destilleriet egne single malts (hvor andre destillerier ofte sælger en del af produktionen til blended whisky).
I år 2000 blev der etableret en Ardbeg komite, hvis formål er at "fremme det almene kendskab til og nydelsen af Ardbeg". Det er muligt for hvem som helst, der er begejstret for mærket at blive medlem, hvilket kan ske via destilleriets hjemmeside (se herunder).

## Produkter
| Navn                                  | Alder (År) | ABV.-% | Casks                               |
| ------------------------------------- | ---------- | ------ | ----------------------------------- |
| Ardbeg Wee Beastie                    | 5          | 47,4   | Bourbon, Sherry                     |
| Ardbeg Ten Years old                  | 10         | 46     |                                     |
| Ardbeg An Oa                          |            | 46,6   | Pedro Ximenez, charred Oak, Bourbon |
| Ardbeg Uigeadail                      |            | 54,2   |                                     |
| Ardbeg Corryvreckan                   |            | 57,1   |                                     |
| Ardbeg Supernova                      |            | 53,4   |                                     |
| Ardbeg Blaaack                        |            | 46     | Pinot Noir                          |
| Ardbeg Traigh Bhan                    | 19         |        | Oloroso                             |
| Ardbeg Traigh Bhan Batch 2            | 19         | 46,2   |                                     |
| Ardbeg Scorch Committee Release       |            | 51,7   | Bourbon                             |
| Ardbeg Scorch                         |            | 46     | Bourbon                             |
| Arrrrrrrdbeg!                         |            | 51,8   | Rye-Whiskey                         |
| Ardbeg 25 Years old                   | 25         | 46     |                                     |
| Ardbeg Smoketrails Manzanilla Edition |            | 46     | American Oak, Manzanilla Sherry     |